# Bol'šie Uki
Bol'šie Uki (in russo Большие Уки?) è un villaggio dell'oblast' di Omsk, in Russia, nella parte sud della Siberia Occidentale. È il centro amministrativo del distretto Bol'šeukovskij.
Si trova alla confluenza dei fiumi Bol'šoj Uk e Malyj Uk, circa 280 km a nord di Omsk.